# Giovanni Battista Maria Pallotta
Giovanni Battista Maria Pallotta (né le 23 janvier 1594 à Caldarola, dans les Marches, Italie, alors dans les États pontificaux, et mort le 22 janvier 1668 à Rome) est un cardinal italien du XVIIe siècle.
Il est un neveu du cardinal Giovanni Evangelista Pallotta (1587). D'autres membres de la famille sont les cardinaux Guglielmo Pallotta (1777) et Antonio Pallotta (1823).

## Biographie
Pallotta étudie au Seminario Romano à Rome. Il est référendaire au tribunal suprême de la Signature apostolique, vice-légat à Ferrare, collecteur apostolique au Portugal et gouverneur de Rome. Il est nonce extraordinaire près de l'empereur Ferdinand II et nonce ordinaire en Autriche (en) de 1628 à 1630. En 1628 il est nommé archevêque titulaire de Thessalonique (de).
Pallotta est créé cardinal par le pape Urbain VIII lors du consistoire du 19 novembre 1629. Le cardinal Pallotta est le fondateur du Pio Sodalizio dei Piceni di Roma. Il est légat apostolique à Ferrare et coprotecteur de Loreto, avec le cardinal Antonio Barberini, iuniore, et camerlingue du Sacré Collège en 1647 et 1648. Entre 1661 et 1663 il est cardinal protoprêtre.
Pallotta participe au conclave de 1644, lors duquel Innocent X est élu, et aux conclaves de 1655 (élection d'Alexandre VII et de 1667 (élection de Clément IX).